# سفت فوقاني
سفت فوقاني قرية سوريّة تتبع إداريّاً لمحافظة حلب منطقة عين العرب ناحية مركز عين العرب، بلغ تعداد سكانها 285 نسمة حسب التعداد السكاني لعام 2004.